# Poëziezomer Watou
De Poëziezomer Watou was een internationaal kunstevenement dat van 1980 - 2008 jaarlijks plaatsvond in het West-Vlaamse dorp Watou en dat een multidisciplinair karakter had: er werd een link gelegd tussen poëzie, beeldende kunst en de agrarische omgeving.

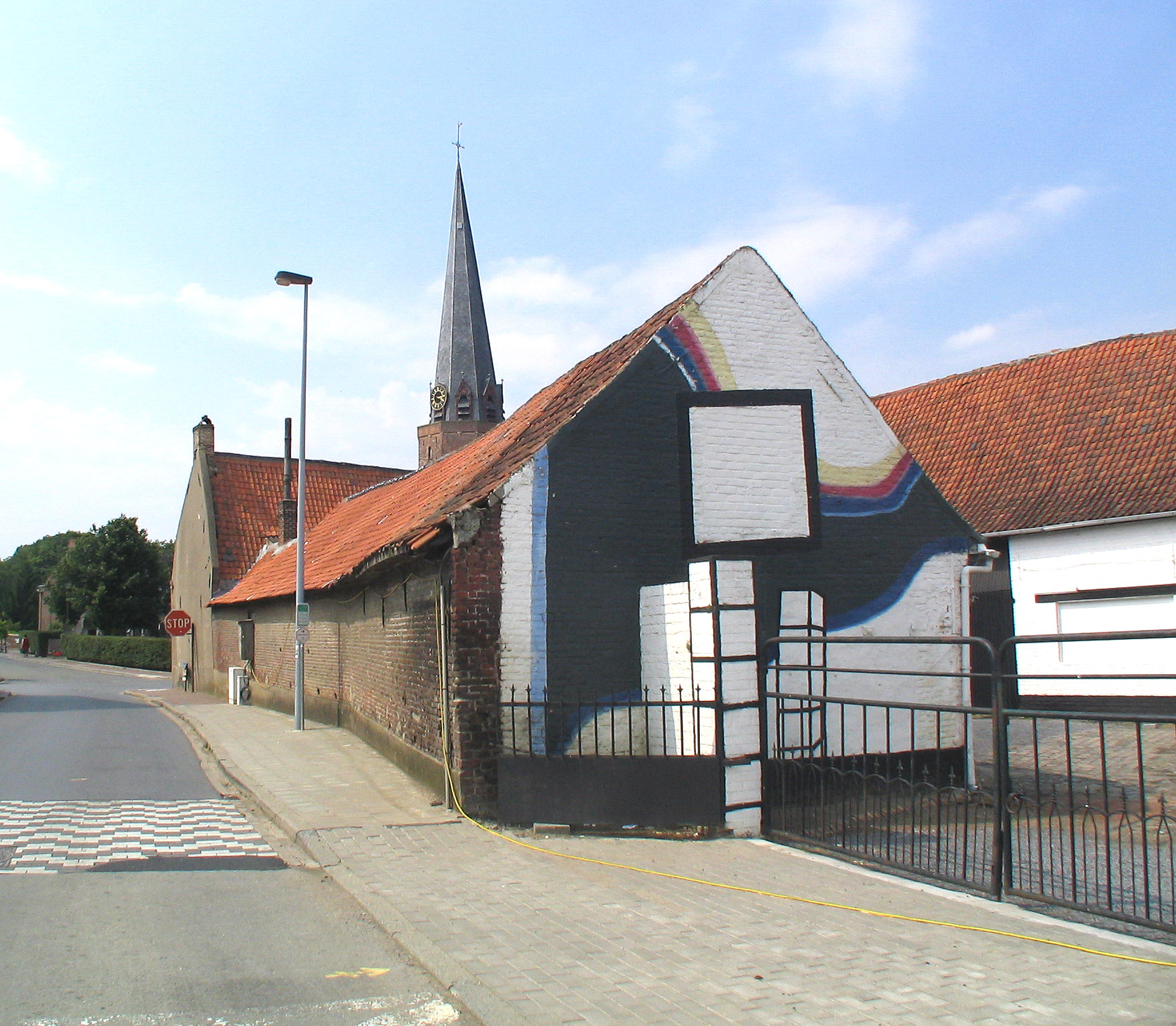
Poëziedorp Watou

## Organisatie
Het evenement werd van 1980 tot en met 2008 georganiseerd door de vzw Poëziezomers-Kunstzomers, een door de Vlaamse Overheid, het Vlaams Fonds voor de Letteren, de Provincie West-Vlaanderen, het Ministerie van Onderwijs Cultuur en Wetenschappen Nederland en het Lira- en Mondriaanfonds gesubsidieerde vereniging. 
De artistieke leiding en coördinatie was in handen van de dichter Gwij Mandelinck en zijn echtgenote Agnes Hondekyn. Er werd samengewerkt met diverse curatoren beeldende kunst (Jan Hoet, Giacinto Di Pietrantonio, Cis Bierinckx, Michel Dewilde, Ann De Meester, Joost Declercq) en met architecten (Stéphane Beel, Koen Van Synghel en Jan De Vylder).
Op 15 november 2019 verschijnt 'Dat was Watou. Dagboek van de Poëziezomers 1980 - 2008' van Gwij Mandelinck bij De Arbeiderspers Amsterdam. Boekvoorstelling op 15/11 bij deBuren te Brussel.

## Tentoonstelling
Honderden kunstenaars uit diverse continenten en culturen waren er actief, o.a. de dichters Hugo Claus, Rutger Kopland, Gerrit Komrij, Stefan Hertmans, Leonard Nolens, Elisabeth Eybers,  Antjie Krog, Pierre Reverdy, Yves Bonnefoy, René Char, Eugène Guillevic, Fernando Pessoa, Constantinos P. Kafavis en de beeldende kunstenaars Annette Messager, Jan Vercruysse, Panamarenko, Jan Fabre, Roger Raveel, Cabrita Reis, Mario Merz, Aernout Mik, Luc Tuymans, Ger Van Elk, David Claerbout, Robert Devriendt, Marina Abramovic, Bill Viola, Joseph Beuys, Bruce Nauman, Jennifer Tee, Anne de Vries en vele anderen.
Er werd gekozen voor gevestigde waarden en jong talent en voor zowel bestaand als nieuw in situ-werk om diverse generaties en uiteenlopende artistieke visies met elkaar in dialoog te laten gaan.   
De Poëziezomer maakte een cross-over tussen woord, beeld en context.
Elke Poëziezomer profileerde zich met een specifiek thema of werd gedragen door een suggestieve versregel. Afhankelijk van het thema, de centrale dichter of beeldende kunstenaar ontstond er telkens een ander spanningsveld waarin tijdelijk een verbintenis werd aangegaan maar waarin beeld en poëzie zich ook terugplooiden op zichzelf en hun eigen weg gingen.
Kenmerkend voor dat artistieke grensverkeer tussen woord, beeld en ruimte is dat de organisatoren en de curatoren zich nooit de rol van grenswachters hebben toegeëigend. De kunstenaars werd een maximale vorm van vrijheid gegund bij hun tijdelijk verblijf in Watou.

## Locatie
De landelijke ligging van Watou is een fenomeen dat meespeelde. Dit dorp heeft geen sterk dynamisch hinterland. Het ligt tegen de Franse grens. Ook het feit dat er geen enkele vorm van infrastructuur te vinden was en de poëzie en beeldende kunst in een niet-museale en agrarische context werden geïntegreerd was een nieuwe invalshoek in het kunstenlandschap.

## Randactiviteiten
- Er was jaarlijks een Coda- of Hommagedag waarop de dichters uit eigen werk voorlazen: in de jaren ’80 o.a. de dichters Tom Lanoye, Jules Deelder, Willem M. Roggeman, Miriam Van hee en Nic van Bruggen en vanaf 1991 Anton van Wilderode, Herman De Coninck, Eddy van Vliet, Gerrit Komrij, Hugo Claus, Remco Campert, Gerrit Kouwenaar, Eva Gerlach en vele anderen. Deze poëziedagen werden muzikaal opgeluisterd door het Contrabasskwartet van Philippe Aerts (De Munt), cellist Roel Dieltiens, zanger Luc De Vos en zangeres Dani Klein.
- Naast de artistieke werking was er vanaf 1995 een uitgebreide publiekswerking die zich richtte op groepen en rondleidingen en op een educatief-creatief luik voor kinderen, jongeren en leerkrachten.
- Bij de 25ste editie werd het cd-luisterboek ‘De Zomers van Watou’ uitgegeven: 50 gedichten uit het Klara-archief die samen een overzicht vormen van de hoogtepunten uit de voorgaande Poëziezomers. (2015, Uitgever Rubinstein b.v., ISBN 9789054448501)

De Poëziezomer stond jarenlang op de culturele kaart van België en lokte jaarlijks 15 à 20.000 bezoekers uit Vlaanderen en Nederland.

## Edities
- Artiesten-rendeevoe,  Watou 1983
- Skulpturale Zomer, Watou 1984
- Zomer-Konfrontatie,  Watou 1985
- Camiel Van Breedam, Watou 1986
- Kunstanten Varianten, Watou 1987
- Visualia, Watou 1988
- Materia, Watou 1989
- Kunst Verpand, Watou 1990
- “Alleen in mijn gedichten kan ik wonen” (J. Slauerhoff), Poëziezomer 1991
- Dichters rond José Vermeersch, Poëziezomer 1992
- Poëzie rond Roger Raveel, Poëziezomer 1993
- Watou ’94: Beeldende kunstenaars rond de dichter Hugo Claus. “Ga nu, verzen…”
- De Zomer ’95 rond Jan Fabre: “3x7 kamers, 3x7 gedichten”
- “Wereld je bent een geduldig woord” (R. Kopland), Poëziezomer 1996
- Omtrent Panamarenko, Poëziezomer 1997
- S.M.A.K. in Watou: “Voor het verdwijnt en daarna” (R. Kopland), Poëziezomer 1998
- Serendipiteit, Poëziezomer 1999
- Storm Centres, Poëziezomer 2000
- “Een lege plek om te blijven” (R. Kopland), Poëziezomer 2001
- Tabula, "er is alles in de wereld het is alles" (Lucebert), Poëziezomer 2002
- “Opzij van het kijken" (E. Gerlach), Poëziezomer 2003
- “als een deur zonder huis die nog openstaat” (I. Christensen), Poëziezomer 2004
- “Nous le passage” (H. Meschonnic), Poëziezomer 2005
- Extiem, Poëziezomer 2006
- “Een lek in het zwijgen: noise” (H. Faverey), Poëziezomer 2007
- “dat de verte nabijer dan ooit was” (G. Kouwenaar), Poëziezomer 2008